# 亚历山德罗·诺拉
亚历山德罗·诺拉（義大利語：Alessandro Nora，1987年5月24日—），意大利男子水球运动员。他曾代表意大利国家队参加2016年夏季奥林匹克运动会水球比赛，结果获得一枚铜牌。